# 벨기에의 샤를로트
벨기에의 샤를로트(Marie-Charlotte Amélie Augustine Victoire Clémentine Léopoldine, 1840년 6월 7일 ~ 1927년 1월 19일)는 멕시코 제국의 황제 막시밀리아노 1세의 황후이다. 스페인 이름은 카를로타(Carlota)이며 독일 이름은 샤를로테(Charlotte)이다.

## 생애
벨기에 왕국의 국왕 레오폴 1세와 그 왕비 오를레앙의 루이즈마리의 막내 딸로 라켄 왕궁에서 태어났다. 그녀는 어려서 어머니를 잃었고 그 후로 클레어몬트에서 망명 중인 외가의 식구들과 지냈다. 샤를로트는 외할머니인 나폴리와 시칠리아의 마리아 아말리아와 친밀한 사이였다. 샤를로트는 1857년 7월 27일 프란츠 카를 폰 외스터라이히 대공과 바이에른 공주 조피의 차남이자 프란츠 요제프 1세의 동생인 막시밀리안 대공과 결혼했다. 시어머니인 조피 대공비는 샤를로트가 오스트리아의 대공비로서 훌륭한 모범이 된다고 생각했다. 한편 샤를로트는 프란츠 요제프 1세의 아내로 동서지간이었던 오스트리아 황후 바이에른의 엘리자베트를 싫어했다. 엘리자베트가 막시밀리안과 친밀한 사이였고, 또 그녀가 뛰어난 미모로 명성이 자자했던 것도 그 이유 중 하나였다.
막시밀리안은 결혼하던 해에 롬바르도베네토 왕국의 총독으로 부임했고 그에 따라 샤를로트도 몇 년간 이탈리아에서 지내게 되었다. 1864년 남편이 멕시코의 황제로 즉위하면서 샤를로트 또한 황후가 되어 스페인식 이름인 카를로타로 불리게 되었다. 부부는 멕시코 시티의 메트로폴리타나 대성당에서 대관식을 치르고, 차풀테펙 성에 거처를 정했다. 그러나 막시밀리아노는 보수파와 자유파 사이에서 어느 쪽과도 원만한 관계를 맺지 못했고 멕시코 국민의 지지도 얻지 못했다. 1866년 1월 15일 막시밀리아노를 멕시코의 황제로 세우는 데 결정적인 역할을 한 나폴레옹 3세는 프랑스군을 멕시코에서 철수시켰다. 고립무원의 처지에 빠진 남편을 위해 샤를로트는 유럽으로 건너가 나폴레옹 3세와 비오 9세 등에서 막시밀리아노의 구명을 요청했으나 이러한 노력은 모두 허사로 돌아갔다. 카를로타는 초조함과 공포로 편집증 증세를 보였고 그녀의 오빠 플랑드르 백작 필리프는 여동생에게 정신과 진료를 받게 했다. 정신발작을 진단받은 카를로타는 멕시코에 돌아오지 못한 채 트리에스테의 미라마르 성에 유폐되었고 막시밀리안은 1867년 베니토 후아레스의 임시 정부군에게 붙잡혀 총살당했다. 카를로타는 트리에스테에서 벨기에로 돌아와 마이즈(Meise)의 성에 유폐되었다. 그녀의 시아주버니는 독일의 동맹국 오스트리아의 황제 프란츠 요제프 1세였기 때문에 제1차 세계대전 중에도 그녀가 머무르는 성은 무사했다고 한다. 샤를로테는 남편을 잃은 후 60년 간이나 과부로 살면서 병에 시달렸으며 끝내 그 병에서 회복하지 못한 채 1927년 죽었다.

## 가족 관계
카를로타는 루이 필리프와 나폴리와 시칠리아의 마리 아멜리의 외손녀였으며 친조부는 작센코부르크잘펠트 공국의 프란츠 프리드리히 안톤이었다. 따라서 샤를로트는 할아버지가 같은 빅토리아 및 그녀의 부군인 작센코부르크고타의 앨버트와 사촌 관계에 있었다. 오빠가 저 악명 높은 폭군 레오폴 2세이며, 또한 그녀의 조카(오빠 레오폴 2세의 딸) 스테파니는 남편의 시조카 오스트리아 황태자 루돌프와 결혼하기도 했다.

## 같이 보기
- 멕시코의 국가원수 목록